# Kleopatra Thea

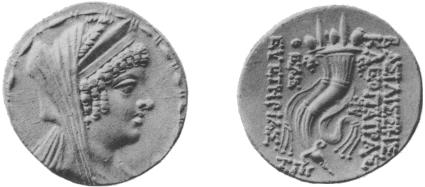
Münze der Kleopatra Thea, um 125 v. Chr.

Kleopatra Thea (altgriechisch Κλεοπάτρα Θεά Kleopátra Theá; * um 165 v. Chr.; † 121 v. Chr.), genannt Euergetis, war eine ägyptische Herrscherin. Sie war die älteste Tochter Ptolemaios’ VI. Philometor von Ägypten und seiner Schwestergemahlin Kleopatra II. Sie regierte das Seleukidenreich von 125 v. Chr. bis zu ihrem Tod.

## Ehe mit Alexander Balas

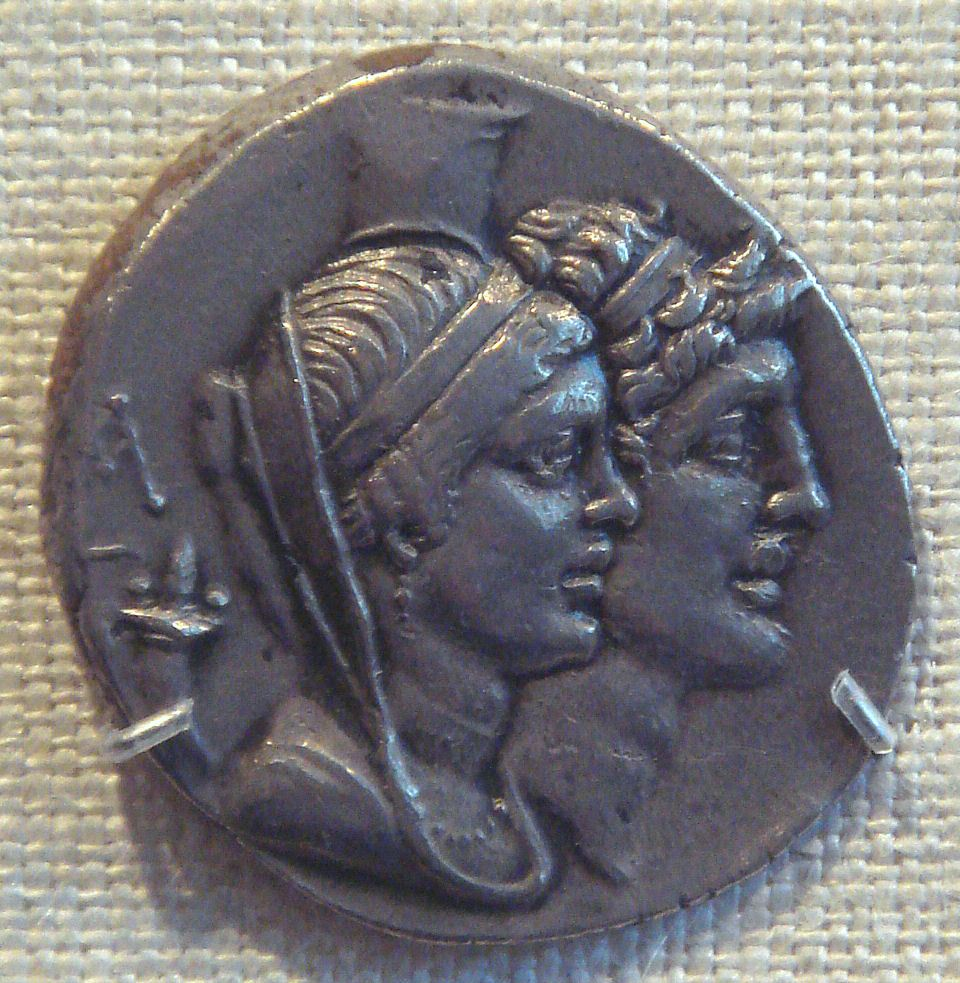
Kleopatra Thea und Alexander Balas

Als ein Usurpator zweifelhafter Herkunft, Alexander I. Balas, mit dem Segen Roms 153 v. Chr. gegen den Seleukiden Demetrios I. Soter um den syrischen Thron kämpfte, unterstützte Ptolemaios VI. diesen Usurpator militärisch und verhalf ihm 150 v. Chr. zum Sieg. Im gleichen Jahr vermählte der ägyptische König seine Tochter Kleopatra Thea mit Alexander Balas und begleitete sie persönlich nach Ptolemais, wo die Vermählung stattfand. Vermutlich wurde diese Stadt als Ort für die Hochzeit ausersehen, weil sie das wichtigste hellenistische Zentrum in der Region darstellte. Außerdem erhielt Kleopatra Thea als Mitgift reiche Gold- und Silberschätze. Auch der zu dem jüdischen Geschlecht der Makkabäer gehörige Jonatan nahm an den Hochzeitsfeierlichkeiten teil und wurde von Alexander Balas in den Rang eines Strategen erhoben. Kleopatra Thea gebar ihrem Gemahl den Sohn Antiochos VI. Epiphanes Dionysos.

## Ehe mit Demetrios II. Nikator
Aber bereits nach vier Ehejahren endete die erste Ehe von Kleopatra Thea, da ihr Vater seinen Schwiegersohn für einen Anschlag auf seine Person in der Stadt Ptolemais verantwortlich machte, deshalb nicht mehr unterstützte und ihm seine Tochter wieder wegnahm. Stattdessen ging der ägyptische König nun ein Bündnis mit dem neuen seleukidischen Prätendenten Demetrios II. Nikator, dem Sohn Demetrios’ I., ein und gab ihm seine Tochter Kleopatra Thea zur Gattin (146 v. Chr.). Im nächsten Jahr besiegten Ptolemaios VI. und Demetrios II. den Alexander Balas, der bald darauf ermordet wurde. Allerdings starb auch der ägyptische König an seinen in der Schlacht erlittenen Verletzungen.
Kleopatra Theas Kinder aus ihrer zweiten Ehe waren Seleukos V., Antiochos VIII. Grypos und vermutlich eine Tochter, deren Name Laodike gewesen sein könnte.
Der despotische Regierungsstil des Demetrios II. ermöglichte aber bald einem neuen Usurpator, Tryphon, Teile Syriens unter seine Kontrolle zu bringen. 145 v. Chr. ernannte er den erst zweijährigen Antiochos VI. zum König, um als sein Vormund die Herrschaft ausüben zu können. Allerdings ließ er den kleinen König schon bald ermorden (142/141 oder 139/138 v. Chr.). Demetrios verlor zunehmend Territorium an Tryphon und wurde auf einem Feldzug gegen die Parther gefangen genommen (etwa 140/139 v. Chr.) und zehn Jahre lang festgehalten. So konnte sich Tryphon nun weiter Gebieten des Seleukidenreichs bemächtigen. Mit ihren beiden Söhnen von Demetrios II. begab sich Kleopatra Thea nach Seleukeia Pieria, wo sie von dem königlichen Strategen Aischrion geschützt wurde.

## Ehe mit Antiochos VII. Sidetes
Nachdem Kleopatra Thea von der Heirat ihres gefangenen Gatten mit Rhodogune, der Tochter des Partherkönigs Mithridates I., erfahren hatte, war sie empört und erhoffte sich Unterstützung vom Bruder ihres Gatten, Antiochos VII. Sidetes. Diesem bot sie, noch immer in Seleukeia Pieria weilend, ihre Hand und damit die seleukidische Königswürde an (etwa 138/137 v. Chr.). Antiochos VII. sagte gerne zu, konnte den Usurpator Tryphon besiegen und heiratete Kleopatra Thea. Diese hatte mit ihrem dritten Ehemann den Sohn Antiochos IX. Kyzikenos. Der Neuplatoniker Porphyrios schreibt Antiochos VII. und Kleopatra Thea noch vier weitere Kinder zu: zwei Töchter namens Laodike (siehe Laodike (Gattin des Phraates II.)), die ebenso wie ein Sohn Antiochos einer Krankheit erlagen, einen von den Parthern gefangenen Sohn Seleukos sowie als jüngsten Sohn Antiochos IX. Vermutlich beging aber Porphyrios dabei einen Irrtum, indem er die Kinder von Antiochos VII. und diejenigen seines Bruders Demetrios II. vermischte.
Antiochos VII. eröffnete 131 v. Chr. einen neuen Krieg gegen die Parther und konnte anfangs große Erfolge gegen sie erringen. Deshalb ließ Phraates II. den zehn Jahre lang gefangen gehaltenen Demetrios II. wieder frei, weil dieser zur Wiedergewinnung des seleukidischen Throns seinen Bruder bekriegen sollte. Doch bereits Anfang 129 v. Chr. fiel Antiochos VII. im Kampf gegen die Parther, während Demetrios II. wieder seine Krone zurückerhielt.

## Rückkehr und Tod des Demetrios II.
Kleopatra II. kämpfte damals gegen ihren Brudergemahl Ptolemaios VIII. um die Macht in Ägypten und wandte sich an ihren Schwiegersohn Demetrios II. um Hilfe. Dieser stimmte zu, wurde aber von Ptolemaios VIII. bei Pelusion besiegt (129/128 v. Chr.). Nun floh Kleopatra II. ins Seleukidenreich, doch der ägyptische Monarch stellte einen syrischen Gegenkönig auf, Alexander II. Zabinas, der angeblich ein Sohn Alexanders I. – nach anderen Quellen ein Adoptivsohn Antiochos’ VII. – war. Damit provozierte der Ptolemäerherrscher einen Bürgerkrieg im Seleukidenreich.
Den widersprüchlichen antiken Quellen ist nicht genau zu entnehmen, wie sich Kleopatra Thea gegenüber ihrem zurückgekehrten zweiten Gemahl verhielt. Laut einigen Quellen hatte sie aus Angst vor ihm ihren Sohn Antiochos IX. nach Kyzikos in Asia Minor geschickt (woher er auch seinen Beinamen erhielt). Außerdem wird als Motiv für ihren späteren Mordbefehl gegen ihren Gatten Rache für dessen Ehe mit Rhodogune angegeben. Der Historiker Iustinus gibt aber an, dass ihre Mutter Kleopatra II. zu ihr und ihrem Gatten geflohen sei, woraus auf ein erneutes Zusammenleben der Eheleute zu schließen wäre. Erst nach einer Niederlage Demetrios II. gegen Zabinas’ Kräfte bei Damaskus hätten Kleopatra Thea und ihre Kinder ihn verlassen. Demetrios II. flüchtete nach seiner Schlappe nach Ptolemais, fand allerdings die Stadttore auf Befehl seiner dort weilenden Gattin verschlossen. Sie ließ ihm auch in Tyros den Einlass verweigern und ihn stattdessen ermorden (126/125 v. Chr.).

## Regentschaft in Syrien
Während Zabinas Teile des Seleukidenreichs kontrollierte, regierte Kleopatra Thea ab 125 v. Chr. über das restliche Territorium. Ihren ältesten noch lebenden Sohn Seleukos V. ließ sie noch im gleichen Jahr beseitigen. Als Motiv werden zwei unterschiedliche Gründe genannt: Laut der einen Version versuchte er, den Thron ohne ihre Erlaubnis für sich zu gewinnen, laut der anderen hatte sie Angst, dass er sich für die Tötung seines Vaters rächen könnte. Auf einem Münzbild eines 126/125 v. Chr. geprägten silbernen Tetradrachmen wird sie allein mit königlichem Schmuck dargestellt.
Um ihre Regierung nach der Tradition zu legitimieren, ließ Kleopatra Thea ihren jüngeren Sohn Antiochos VIII. Grypus aus Athen holen und regierte als sein Vormund. Über ihre Herrschaftszeit liegen kaum literarische Angaben vor. Daher kann nur aus ihren damals geprägten Münzen geschlossen werden, dass sie die Zügel der Regierung fest in der Hand hielt. Die Münzbilder zeigen die Köpfe von Mutter und Sohn und in der Inschrift wird sie vor ihrem Sohn genannt: Königin Kleopatra und König Antiochos.

## Tod
Nachdem es Antiochos VIII. 123/122 v. Chr. gelungen war, mit ägyptischer Hilfe einen entscheidenden Sieg über den Prätendenten Alexander Zabinas zu erringen, dürfte er eine größere Beteiligung an der Macht gefordert haben. Kleopatra Thea soll daher geplant haben, auch diesen für sie unkontrollierbar gewordenen Sohn zu beseitigen, um nun als Vormund ihres jüngsten Sohnes Antiochos IX. weiterhin Regentin bleiben zu können. Als Antiochos VIII. von einer militärischen Übung zurückkehrte, habe sie ihn durch einen Gifttrank ermorden wollen, doch sei er schon gewarnt gewesen und habe seine Mutter gezwungen, den für ihn bestimmten Becher selbst zu trinken. Ihr Tod fällt in das Jahr 121 v. Chr.

## Literarische Rezeption
In der Barockzeit wird das Motiv des Streits der Kleopatra Thea mit der Partherprinzessin Rhodogune um die Söhne ihres gemeinsamen Mannes Demetrios Nikator aufgegriffen. Sowohl Pierre Corneille (1644) als auch Gabriel Gilbert (1646) schreiben Tragödien namens Rodogune, die die Regentschaft Annas von Österreich 1643–1651 allegorisieren.